# Hopelessly Slipping Away/Get Out! Now!
Hopelessly Slipping Away/Get Out! Now! è un singolo del gruppo musicale olandese Ayreon, pubblicato il 16 luglio 2020 come primo estratto dal decimo album in studio Transitus.

## Descrizione
Si tratta di un doppio singolo voluto da Arjen Anthony Lucassen al fine di mostrare le differenti sonorità contenute nel'album. Hopelessly Slipping Away presenta sonorità atmosferiche derivate dal rock progressivo mentre Get Out! Now! è più rock e caratterizzato da un assolo di chitarra di Joe Satriani.

## Video musicali
Per entrambi i brani sono stati realizzati due lyric video. In quello di Hopelessly Slipping Away vengono mostrati Tommy Karevik e Cammie Gilbert nel mondo fantascientifico di  Transitus, mentre in quello di Get Out! Now! l'ambientazione si sposta al 1884 e mostra nuovamente Karevik insieme a Dee Snider.

## Tracce
1. Hopelessly Slipping Away – 4:28
2. Get Out! Now! – 5:02

## Formazione
Musicisti
- Arjen Lucassen – chitarra, basso, tastiera, glockenspiel, dulcimer, pianoforte giocattolo
- Joost van der Broek – Hammond, pianoforte, Fender Rhodes
- Juan van Emmerloot – batteria
- Ben Mathot – violino
- Jeroen Goossens – flauti, legni
- Jurriaan Westerveld – violoncello
- Alex Thyssen – corno
- Hellscore – coro
- Noa Gruman – direzione del coro
- Dianne van Giersbergen – soprano
- Patty Gurdy – ghironda
- Thomas Cochrane – tromba, trombone
- Tommy Karevik – voce di Daniel
- Tom Baker – voce di The Storyteller (Hopelessly Slipping Away)
- Cammie Gilbert – voce di Abby (Hopelessly Slipping Away)
- Dee Snider – voce di The Father (Get Out! Now!)
- Marcela Bovio – voce di Fury, Servant e Villager (Get Out! Now!)
- Caroline Westendorf – voce di Fury, Servant e Villager (Get Out! Now!)
- Joe Satriani – chitarra solista (Get Out! Now!)

Produzione
- Arjen Lucassen – produzione, registrazione, missaggio, registrazione batteria
- Brett Caldas-Lima – mastering
- Jos Driessen – registrazione batteria
- Paul Midclaft – registrazione voce di Baker
- Yonatan Kossov – registrazione coro
- Thomas Cochrane – registrazione pianoforte, Fender Rhodes, tromba e trombone